# Barrage de Nitray
Le barrage de Nitray, est un barrage à aiguilles établi sur le cours du Cher dans les communes d'Athée-sur-Cher et Saint-Martin-le-Beau, dans le département français d'Indre-et-Loire.
Construit en 1841, ce barrage fait partie d'une série d'ouvrages destinés à rendre le Cher navigable. Si la trafic fluvial est important jusque dans les années 1860, il baisse inexorablement et, en 1957, le Cher est déclaré impropre à la navigation commerciale. Dès lors, ne transitent plus par le barrage et son écluse que quelques bateaux de plaisance. L'ouvrage est régulièrement entretenu et en 2011 il est inscrit comme monument historique.

## Localisation
Le site est implanté sur le cours du Cher, au nord du château de Nitray, à une altitude de 53 m.
Si le barrage lui-même, l'écluse et la maison éclusière se trouvent sur la commune d'Athée-sur-Cher (rive gauche), le moulin et son déversoir relèvent du territoire de Saint-Martin-le-Beau (rive droite).

## Histoire
Le site de Nitray fait très tôt l'objet d'aménagements hydrauliques : un moulin est cité dès le XVIe siècle et un pertuis à bateaux est installé bien avant la construction du barrage.

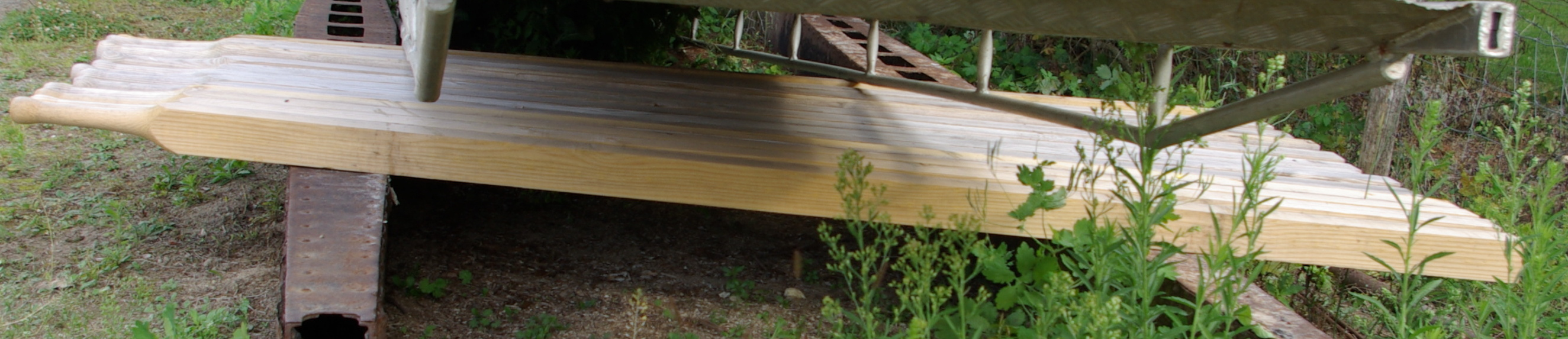
Aiguilles en bois.

Dans le cadre d'un projet d'aménagement du Cher entre Montluçon et Tours, seize barrages à aiguilles, dont le principe est conçu par Charles Antoine Poirée, sont construits entre 1836 et 1841 entre Noyers-sur-Cher et Tours par l'ingénieur Camille Bailloud ; le barrage de Nitray est le treizième dans le sens du courant ; il est édifié en 1841. Ces travaux doivent rendre le Cher navigable dans sa partie aval, dans le prolongement du canal de Berry.
Près de 67 000 tonnes de marchandises transitent par la rivière en 1852, mais en 1875 le transport fluvial sur le Cher ne représente plus que 20 000 t, en raison de la concurrence des chemins de fer ; le radier en béton supportant la structure du barrage est cependant consolidé en 1894. Deux syndicats intercommunaux obtiennent la concession de l'exploitation du Cher canalisé en 1955, alors que toute circulation commerciale a disparu. Le Cher est rayé de la liste des voies navigables en 1957 mais des travaux sont entrepris pour restaurer les écluses et permettre la navigation de plaisance sur la rivière. La manœuvre des barrages à aiguilles, qui sont mal adaptés aux brutales variations du débit de la rivière, est fastidieuse et dangereuse ; pour toutes ces raisons, le remplacement de ces ouvrages par des barrages mécanisés est envisagé dans les années 1990. Pourtant, les portes de bois de l'écluse de Nitray sont remplacées à l'identique en 1997.
Pour conserver un témoignage de cette architecture, le barrage de Mazelles à Thésée est inscrit comme monument historique en 1998. Détruit par une crue pendant l'hiver 1999-2000 et non reconstruit, c'est celui de Nitray qui fait l'objet de la même protection par arrêté du 7 juillet 2011. Une maquette animée, dans la maison éclusière, explique le fonctionnement du barrage.

## Description

Plan du barrage.

Le barrage proprement dit se compose d'un radier en béton supportant une série de fermettes reliées par un tablier mobile. Sur cet ensemble prennent appui environ 600 aiguilles de bois disposées verticalement à tout-touche et barrant le cours de la rivière sur une largeur d'une quarantaine de mètres et une hauteur de 2,45 m. Une écluse est installée contre la rive gauche, sa maison éclusière et un local servant à stocker les aiguilles en période hivernale sont construits à proximité. Près de la rive droite se trouvent un moulin et un déversoir fixe. Cet aménagement permet de racheter une différence de niveau d'environ 1,25 m, comparable à celle des autres barrages mobiles sur le Cher.
À la différence des autres barrages sur cette rivière, l'écluse et sa maison éclusière sont placées sur la rive gauche. La topographie des lieux et la préexistence du moulin et de son déversoir sur la rive droite imposent ce dispositif.
Le sas de l'écluse, mesurant 35,00 × 5,20 m, est fermé en amont et en aval par deux portes en bois à deux battants busqués.
La maison éclusière est composée de deux logements indépendants (pour l'éclusier et le barragiste) et d'un four à pain commun. Le local de stockage hivernal des aiguilles est situé près de la maison. Cette architecture est commune à l'ensemble des maisons éclusières du Cher qui sont toutes construites en pierre de taille, exception faite de celle de Thésée (pierre et brique),.

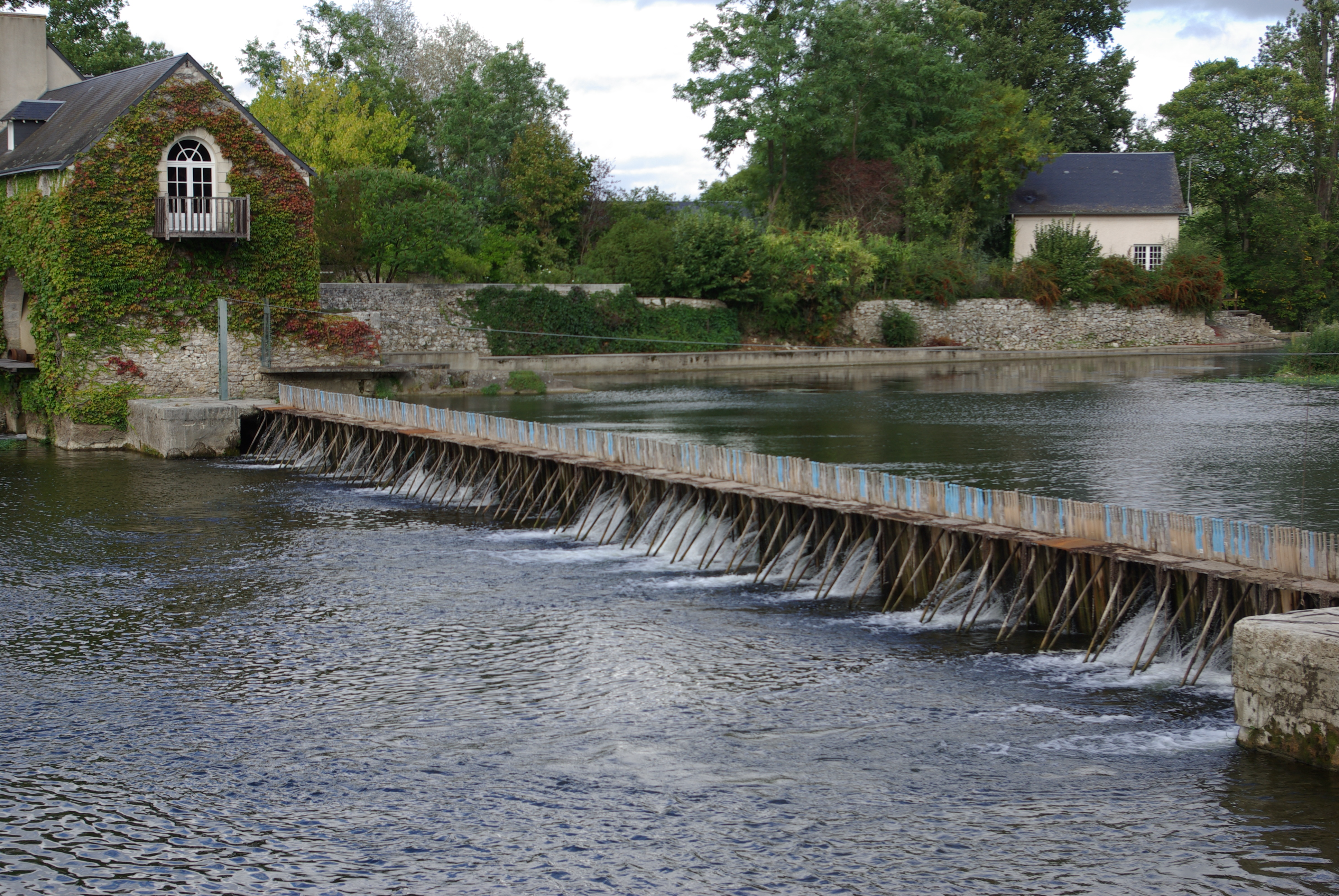
Barrage.
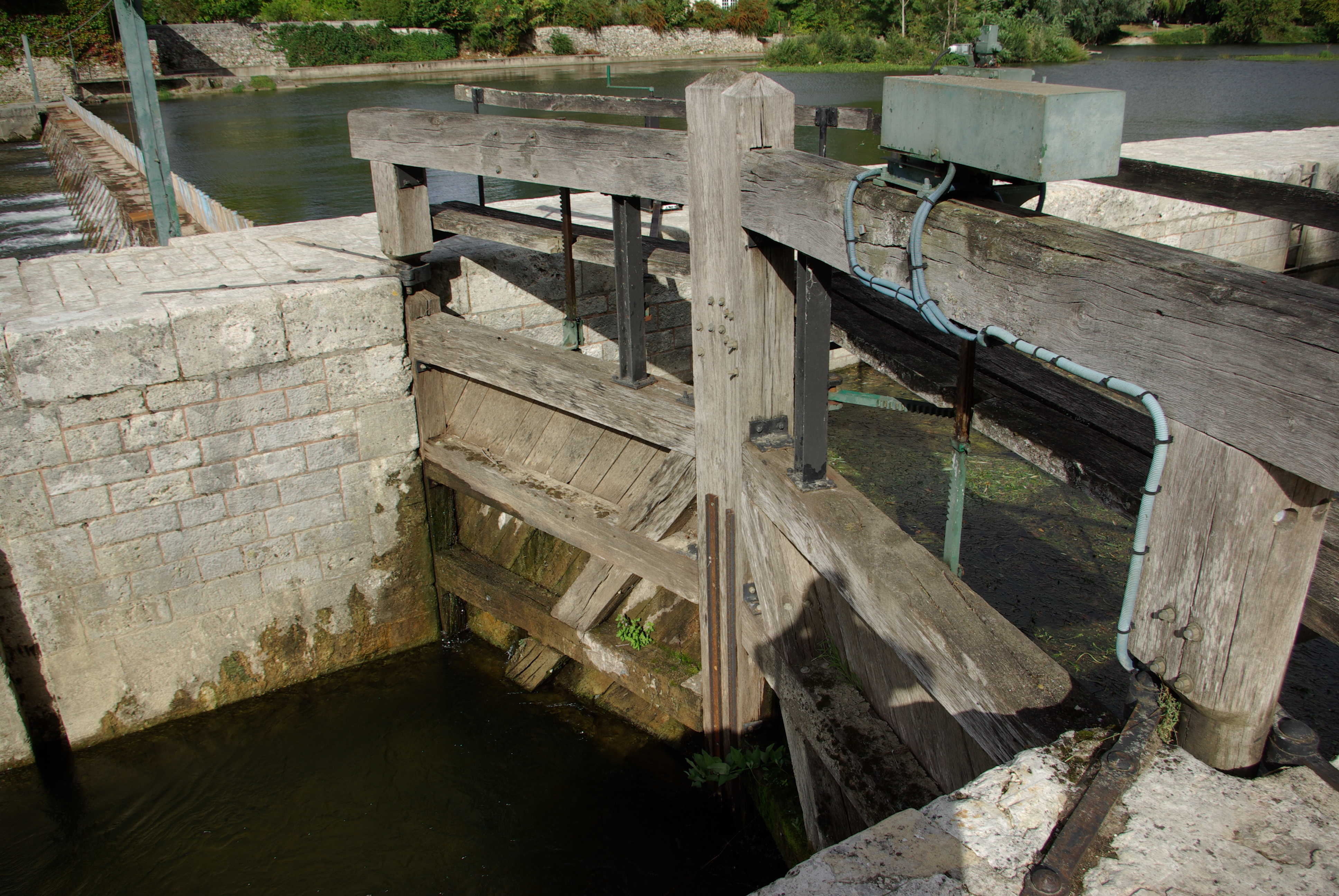
Écluse.
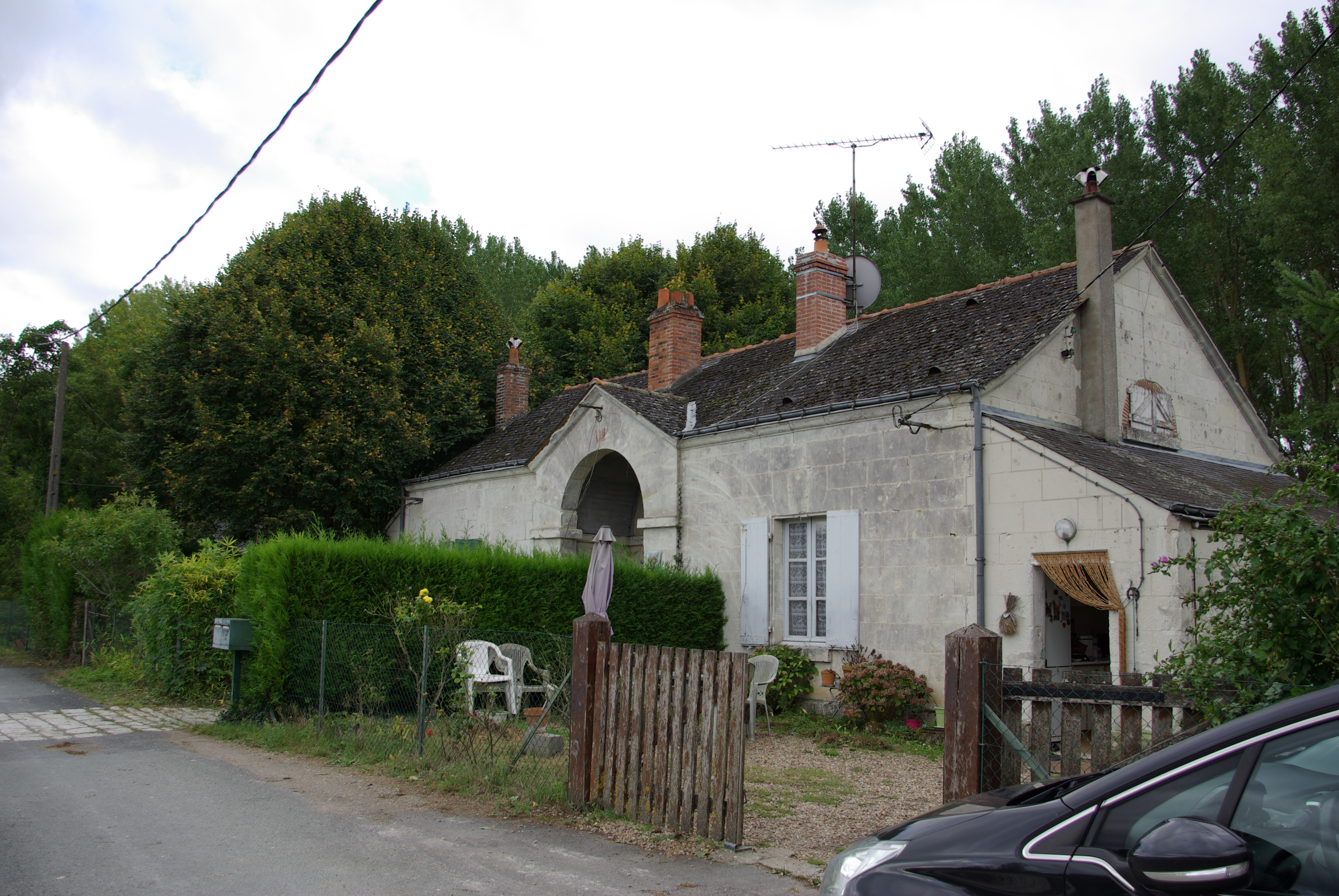
Maison éclusière.
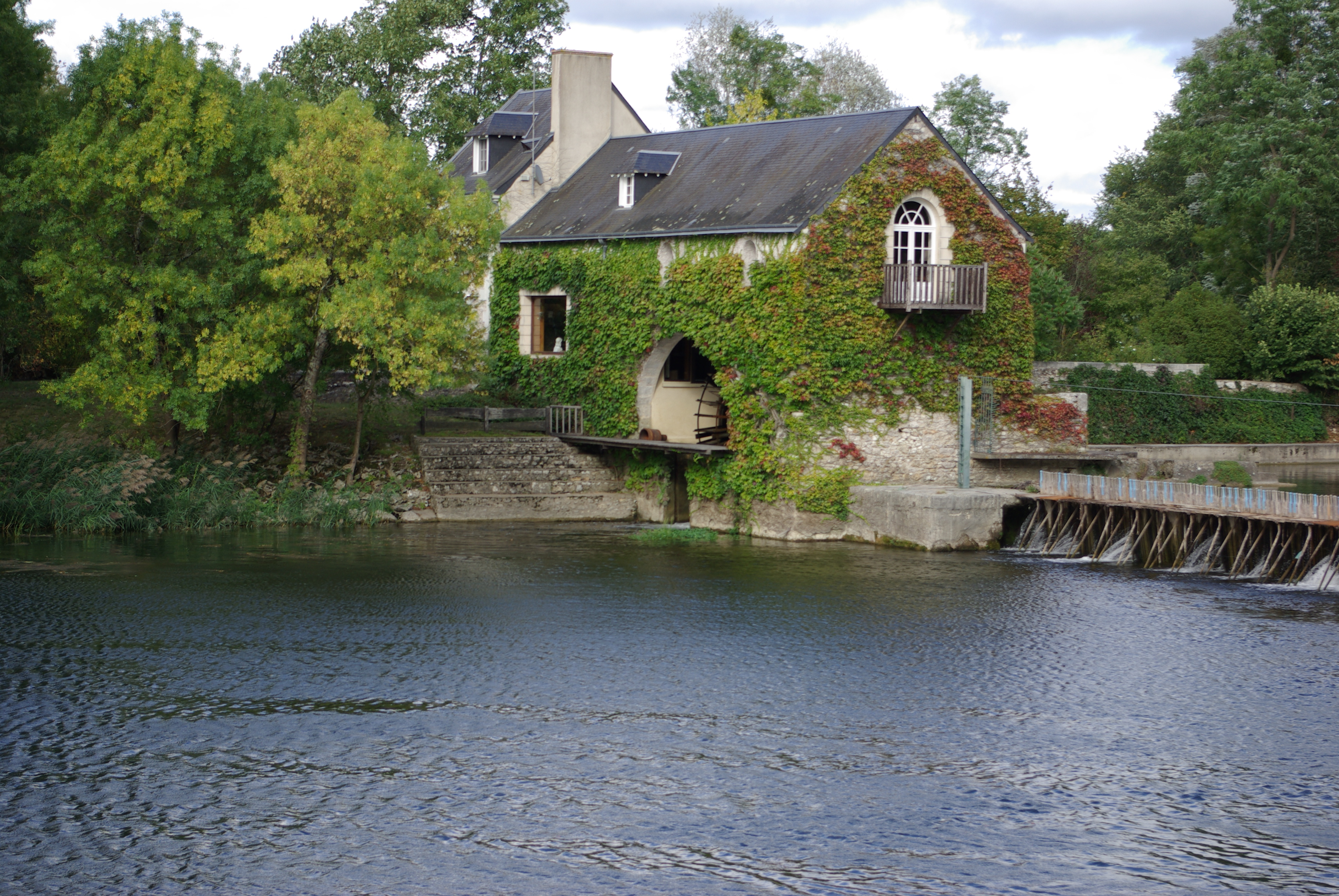
Moulin.

## Pour en savoir plus